# 头孢噻利
头孢噻利（INN：Cefoselis）是第四代头孢菌素。在日本和中国临床广泛用于治疗各种革兰氏阳性和革兰氏阴性感染。2014年的一项研究表明，头孢噻利可有效治疗呼吸道和尿路感染。